# Dirk Lippits
Dirk Reinier Lippits, est un rameur néerlandais né le 3 mai 1977 à Geldrop (Pays-Bas). 

## Biographie
Lors des Jeux olympiques d'été de 2000 à Sydney, Dirk Lippits participe à l'épreuve de quatre de couple avec Michiel Bartman, Jochem Verberne et Diederik Simon et remporte la médaille d'argent. Il participe aussi à l'épreuve de skiff des Jeux olympiques d'été de 2004 à Athènes, terminant à la seizième place.

## Palmarès
- Jeux olympiques d'été de 2000 à Sydney
  -  Médaille d'argent en quatre de couple